# Chromebook Pixel
O Chromebook Pixel é um laptop de 2013 no topo da família de máquinas Chromebook do Google, que vem pré-instalado com o sistema operacional ChromeOS. O Chromebook Pixel faz parte da série Google Pixel de eletrônicos de consumo. Um modelo atualizado foi lançado em 2015. O Chromebook Pixel parou de receber atualizações de software e segurança em agosto de 2018.

## História
O Chromebook Pixel foi lançado em 21 de fevereiro de 2013, com embarques imediatos. Sundar Pichai, o vice-presidente sênior de engenharia responsável pelo Chrome e Android na época, disse que o objetivo por trás do modelo Pixel de ponta era "ultrapassar os limites e construir algo premium. Os engenheiros do Google partiram do 'trabalho de love' há dois anos, perguntando a si mesmos: 'O que poderíamos fazer se realmente quiséssemos projetar o melhor computador possível pelo melhor preço possível?'"
A máquina foi montada na China. Ao contrário de suas parcerias anunciadas publicamente utilizadas para a fabricação de seus telefones e tablets Nexus, o Google não divulgou seu subcontratado de fabricação para o Chromebook Pixel.[carece de fontes?]
No início de 2015, um executivo do Google afirmou que o Chromebook Pixel era "uma plataforma de desenvolvimento. Esta é realmente uma prova de conceito. Não fazemos muitos deles - realmente não", confirmando as vendas lentas do Chromebook Pixel, mas acrescentou "temos um novo Pixel Chromebook saindo". O Chromebook Pixel atualizado foi anunciado em 11 de março de 2015, e o modelo de 2013 foi descontinuado imediatamente.
Em agosto de 2016, o Google descontinuou o Chromebook Pixel. Em 4 de outubro de 2017, o Google anunciou o computador híbrido laptop/tablet Pixelbook como o sucessor do Chromebook Pixel.

## Design
Com preço de ponta no mercado de laptops para seu lançamento nos EUA em 21 de fevereiro de 2013, a máquina apresentava uma tela sensível ao toque que tinha a maior densidade de pixels de qualquer laptop, uma CPU mais rápida que seus antecessores no Intel Core i5, 32 GB de armazenamento de estado sólido, um design exterior descrito pela Wired como "um bloco retangular austero de alumínio com bordas sutilmente arredondadas", e uma barra de luz colorida na tampa adicionada apenas por seu fator incrível. Um segundo Pixel com comunicação sem fio LTE e o dobro da capacidade de armazenamento foi enviado para chegada em 12 de abril de 2013 e tinha um preço ligeiramente mais alto do que o modelo básico.

Além do ChromeOS, o Pixel, assim como outros Chromebooks, pode executar outros sistemas operacionais, incluindo Ubuntu e Android – que por sua vez oferecem suporte a mais aplicativos offline. O inventor do Linux, Linus Torvalds, substituiu o ChromeOS em seu Chromebook Pixel pelo Fedora 18, empregando o trabalho do engenheiro da Red Hat, David Miller. Torvalds elogiou a tela do Pixel, mas não o sistema operacional, que ele considerou mais adequado para hardware mais lento.